# 2. hokejová liga SR 2000/2001
Sezóna 2000/2001 byla 8. ročníkem 2. slovenské hokejové ligy. Vítězem se stal tým HK 95 Považská Bystrica, který úspěšně postoupil do 1. hokejové ligy. Z 1. ligy sestoupil HC Harvard Trnava.

## Systém soutěže
Soutěž byla rozdělena do třech skupin (západ, střed a východ). Celkem se jich zúčastnilo 19 týmů, ve skupině západ osm týmů, ve skupině střed šest týmů a skupina východ pět týmů. Ve všech skupinách se hrálo 1x venku a doma. Bodový systém byl stejný z předešlé sezony, za výhru se získalo dva body, za remízu jeden bod a za prohru nezískal klub žádný bod. Tři nejlepší družstva ze skupiny západ, dvě nejlepší družstva ze skupiny střed a nejlepší družstvo ze skupiny východ postoupili do finálové části o postup. Tři nejlepší týmy postoupily přímo do 1. ligy. Ze soutěže se nesestupovalo.

## Základní část

### Skupina západ
|  | Postupující do skupiny o postup |

| Poř. | Tým                      | Z  | B  | V  | R | P | Skóre | +/– |
| ---- | ------------------------ | -- | -- | -- | - | - | ----- | --- |
| 1    | HK 95 Považská Bystrica  | 14 | 24 | 11 | 2 | 1 | 90:33 | +57 |
| 2    | HC Zlaté Moravce         | 14 | 19 | 9  | 1 | 4 | 66:46 | +20 |
| 3    | HK Lokomotíva Nové Zámky | 14 | 14 | 6  | 2 | 6 | 64:67 | –3  |
| 4    | ŠHK 37 Piešťany          | 14 | 12 | 5  | 2 | 7 | 48:56 | –8  |
| 5    | MŠK Žiar nad Hronom      | 14 | 12 | 6  | 0 | 8 | 63:74 | –11 |
| 6    | Iskra Partizánske        | 14 | 12 | 6  | 0 | 8 | 60:78 | –18 |
| 7    | HK 96 Nitra              | 14 | 10 | 5  | 0 | 9 | 60:68 | –8  |
| 8    | HK Levice                | 14 | 9  | 4  | 1 | 9 | 57:86 | –29 |

### Skupina střed
|  | Postupující do skupiny o postup |

| Poř. | Tým             | Z  | B  | V | R | P | Skóre | +/– |
| ---- | --------------- | -- | -- | - | - | - | ----- | --- |
| 1    | HKm Detva       | 10 | 16 | 8 | 0 | 2 | 40:21 | +19 |
| 2    | HK ŠKP Žilina B | 10 | 15 | 7 | 1 | 2 | 44:17 | +27 |
| 3    | MHK Dolný Kubín | 10 | 11 | 5 | 1 | 4 | 35:30 | +5  |
| 4    | HK Brezno       | 10 | 9  | 4 | 1 | 5 | 34:36 | –2  |
| 5    | HK 31 Kežmarok  | 10 | 8  | 4 | 0 | 5 | 26:36 | –10 |
| 6    | HC Prievidza    | 10 | 1  | 0 | 1 | 9 | 19:58 | –39 |

- skóre v skupině střed není úplně přesné a vyžaduje ověření a aktualizaci.

### Skupina východ
|  | Postupující do skupiny o postup |

| Poř. | Tým                   | Z | B  | V | R | P | Skóre  | +/–  |
| ---- | --------------------- | - | -- | - | - | - | ------ | ---- |
| 1    | HK Spišská Nová Ves B | 8 | 14 | 7 | 0 | 1 | 91:19  | +72  |
| 2    | HC 46 Bardejov        | 8 | 14 | 7 | 0 | 1 | 66:24  | +42  |
| 3    | HKm Humenné           | 8 | 6  | 2 | 2 | 4 | 48:51  | –3   |
| 4    | HK Slovan Gelnica     | 8 | 6  | 2 | 2 | 4 | 34:43  | –9   |
| 5    | HK Slávia 87 Stropkov | 8 | 0  | 0 | 0 | 8 | 11:113 | -102 |

Mužstvo HK Spišská Nová Ves B nemohlo postoupit do skupiny o postup protože A-tým hrál 1. hokejovou ligu.

## O postup
|  | Postupující do 1. hokejové ligy |

| Poř. | Tým                      | Z  | B  | V | R | P | Skóre | +/– |
| ---- | ------------------------ | -- | -- | - | - | - | ----- | --- |
| 1    | HK 95 Považská Bystrica  | 10 | 15 | 7 | 1 | 2 | 54:22 | +32 |
| 2    | HK ŠKP Žilina B          | 10 | 15 | 7 | 1 | 2 | 48:27 | +21 |
| 3    | HKm Detva                | 10 | 13 | 6 | 1 | 3 | 52:32 | +20 |
| 4    | HC Zlaté Moravce         | 10 | 6  | 2 | 2 | 6 | 34:54 | –20 |
| 5    | HC 46 Bardejov           | 10 | 6  | 3 | 0 | 7 | 32:56 | –24 |
| 6    | HK Lokomotíva Nové Zámky | 10 | 5  | 2 | 1 | 7 | 18:47 | –29 |